# Platypalpus fai
Platypalpus fai är en tvåvingeart som beskrevs av Patrick Grootaert och Igor Shamshev 2006. Platypalpus fai ingår i släktet Platypalpus och familjen puckeldansflugor.
Artens utbredningsområde är Thailand. Inga underarter finns listade i Catalogue of Life.